# 本多絵里子
本多 絵里子（ほんだ えりこ、6月30日 - ）は、日本の女性タレント。東京都出身。オスカープロモーション所属。

## 来歴・人物
4人兄妹の末っ子（兄と姉2人がいる）として出生。青山学院高等部を経て、青山学院大学経済学部卒業。
大学2年の時にオスカープロモーションに入所。2000年、テレビ東京のバラエティ番組『喝!リベンジナイト』に「リベンジギャルズ」の一員としてレギュラー出演。
2003年、真川愛、青木直子と共にSKY PerfecTV!のチャンネル『全日本パチンコ・パチスロ情報局』（現：パチ・スロ サイトセブンTV）のイメージガール「全パチガール」として活動する。
2005年、108人で構成された期間限定の音楽ユニット「煩悩ガールズ」の一員として活動。
釣りとパチンコに造詣が深く、それに関連する番組やイベントへの出演が多い。パチンコを始めたのは大学1年の時だったという。釣りのほかに、アロマ検定1級、テニス、スキーも特技に挙げている。
既婚者。2013年8月10日に男児を出産している。

## 出演

### テレビ番組
- 喝!リベンジナイト（2000年4月 - 9月、テレビ東京）
- パラオランド（静岡朝日テレビ）
- パチトラ（パチンコ★パチスロTV!）
- 遊パチライク（パチンコ★パチスロTV!）
- 大漁！関東沖釣り爆釣会（2004年 - 2009年6月、釣りビジョン）
- 釣りステーション ロコステ編（釣りビジョン）
- ヤマモリぎんだま（2012年7月、パチ・スロ サイトセブンTV）
- ONE TAMA! 南まりかのおねだり玉手箱（パチンコ★パチスロTV!）

### ラジオ番組
- Bay COMFORT（BayFM） - リポーター

### ネット配信番組
- パチンコ報道ch スリーPース！[9]（2013年、ニコニコ動画/ニコニコ生放送 マルハンチャンネル）

### ビデオ
- オスカープロモーション水着美女カタログ30（1999年7月7日/2000年4月19日、ポニーキャニオン）[10]
- Mr.マリックすぐできる超魔術 決定版 ウケル篇（2005年11月25日、ジェネオン エンタテインメント）
- パチトラ -Pachinko☆TRAVEL- 旅行編（2010年6月25日、タケヤ）[11]
- 服部幸應の食育インストラクター養成講座（がくぶん） - ナビゲーター